# Michelangelo Anselmi

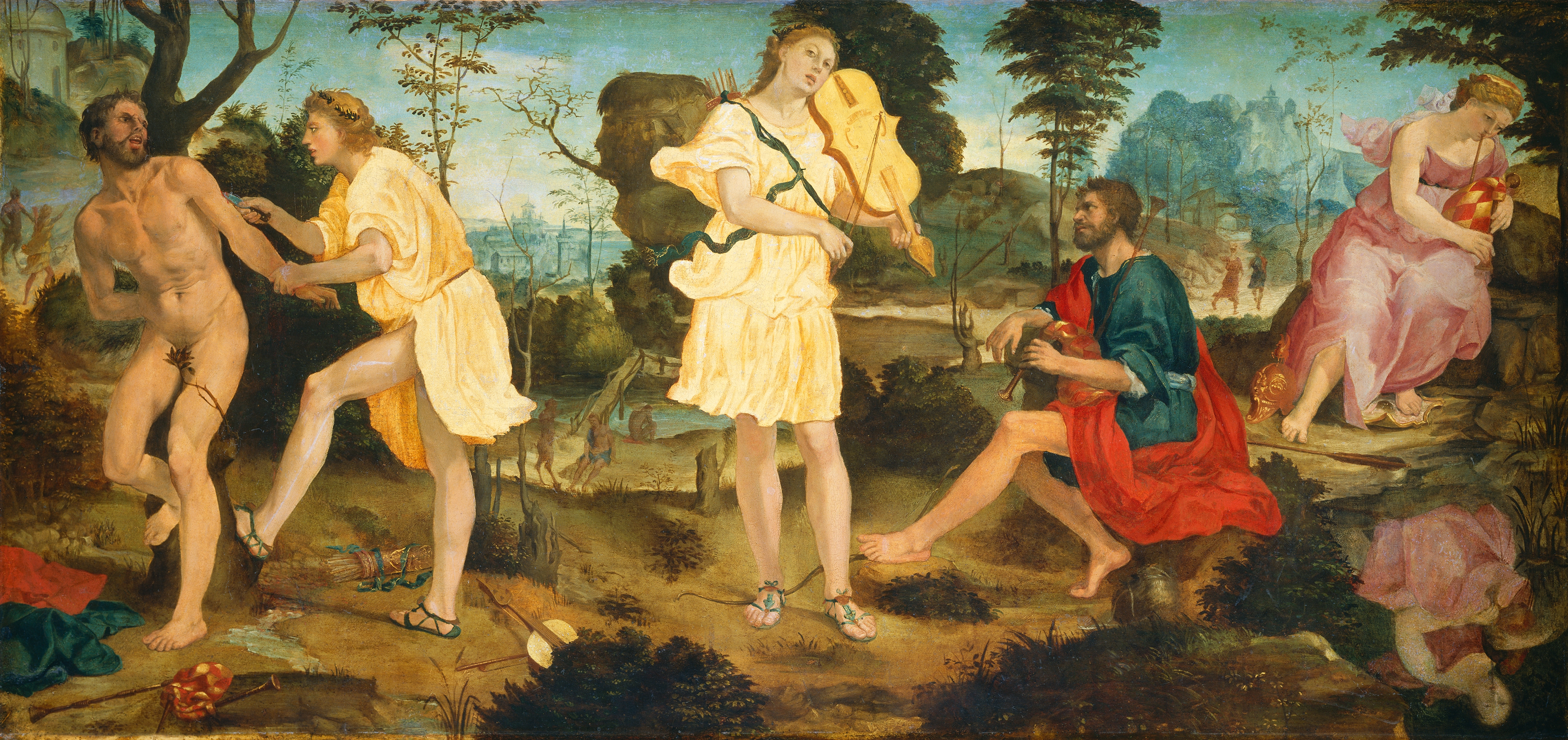
Apolo y Marsyas, National Gallery of Art, Samuel H. Kres Collection, Washington

Michelangelo Anselmi, Virgen en la Gloria con San Juan y San Esteban, Museo del Louvre.

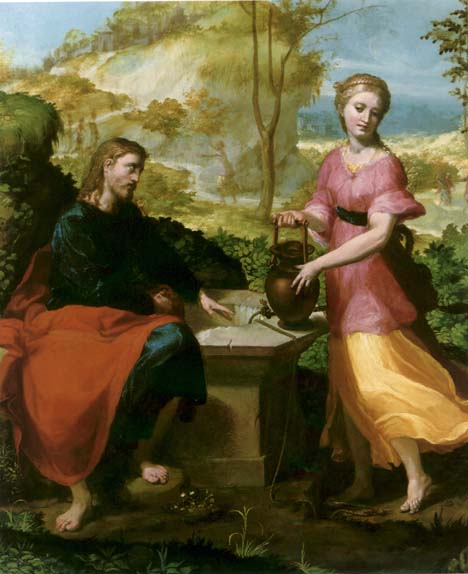
Michelangelo Anselmi, Cristo y la samaritana

Michelangelo Anselmi (Lucca o Siena, 1492-Parma, 1554) fue un pintor italiano del Renacimiento, probablemente nacido en Toscana, aunque formado en el ambiente de la escuela parmesana.

## Biografía
Según una tradición tardía su formación tuvo lugar en el taller del Sodoma. Después, entre 1516 y 1520, se instaló en Parma, de donde era originaria su familia. Su primer trabajo documentado es la decoración al grutesco de los nervios de la bóveda de San Giovanni Evangelista en Parma (1520). Posteriormente pintaría para la misma iglesia la decoración al fresco de una de las capillas, con los Doctores de la Iglesia (1522), obra en la que ya se advierte una total conversión al estilo de Correggio.
Hacia 1526-27 pinta un retablo para el Duomo de Parma (San Sebastián, San Roque, San Hilario y San Blas), con un estilo ya más liberado de la influencia corregiesca. Sus figuras son más austeras y ascéticas, y se hallan bañadas en un claroscuro más acentuado que las de Allegri.
A partir de esta última obra se advierte un acento más toscano en su arte, lo que hace sospechar de una posible visita a Siena hacia 1526, donde refrescaría su conocimiento de las obras del Sodoma y Domenico Beccafumi.
En la misma época se empiezan a advertir rasgos manieristas en sus obras, probablemente debidos al conocimiento del trabajo de Parmigianino. Es entonces cuando Anselmi logra su máximo esplendor como artista, consiguiendo una personal síntesis de los estilos maduros de Correggio y Parmigianino. Sin embargo, no deja de advertirse una cierta timidez en su estilo, aunque sea fino y exquisito.
Con el tiempo, la imparable ascensión de Parmigianino afectaría seriamente al estilo de Anselmi, que en sus últimas obras se ciñe con alguna exageración al estilo de Mazzola (Sagrada Familia con Santa Bárbara, frescos del Oratorio della Concezione).

## Obras destacadas
- Doctores de la Iglesia (1522, San Giovanni Evangelista, Parma)
- San Sebastián, San Roque, San Hilario y San Blas (1526-27, Duomo de Parma)
- Virgen con San Sebastián y San Roque (1530, Galleria Nazionale, Parma)
- Virgen en la Gloria con San Juan y San Esteban (h. 1530, Museo del Louvre, París)
- Bautismo de Cristo (1530, San Prospero, Reggio Emilia)
- Frescos del Oratorio della Concezione de Parma (1532-35, con Giovanni Maria Francesco Rondani)
- Sagrada Familia con Santa Bárbara (1540, Galleria Nazionale, Parma)
- Apolo y Marsyas (1540, National Gallery of Washington, Samuel H. Kress Collection)
- Frescos del ábside de la Steccata (1541-42 y 1547)
- Adoración de los Reyes (1548-54, la Steccata de Parma). Inconcluso dicho fresco, lo terminó Bernardino Gatti.